# Justine Kirk
Justine Kirk, född 14 oktober 1966 i Manchester, Massachusetts, USA, är en svensk koreograf, skådespelare och före detta programpresentatör och programledare på Sveriges Television.

## Biografi
Justine Kirk har en bakgrund som dansare, koreograf och skådespelare. Under 1990-talet medverkade hon i mindre roller i filmerna Zorn (1994), 30:e november (1995) och Lögn (1996). Under åren 1992–1998 var hon medlem i Romeo och Julia-kören på Dramaten.
Från 1996 var hon programpresentatör i Sveriges Television.  Justine Kirk medverkade i filmen om mordet på John Hron, där hon spelade hans mor. Sommaren 2015 ledde hon arbetet med en programserie med fem män i Tornedalen som övade in en sorts balett, baserad på rörelser som kan förknippas med bastubad och med männens personligheter, Bastubaletten. Serien sändes i tre säsonger (2015–2017). Sista säsongen var det fem tornedalska kvinnor som dansade i bastun.
Den 1 december 2017 lämnade hon SVT för att frilansa.

## Familj
Justine Kirk är dotterdotter till Per-Oscar Nyströmer. Åren 2005 – 2011 var hon gift med skådespelaren Alejandro Bonnet (född 1972), med vilken hon har två barn. Åren 2016–2019 var hon gift med tv-producenten Mattias Barsk (född 1976).

## Filmografi
- 1994 – Zorn (Pearl Pierce)
- 1995 – 30:e november (Maddes vän)
- 1996 – Lögn (student)

## Teaterroller (ej komplett)
| År   | Roll                | Produktion                     | Regi            | Teater   |
| ---- | ------------------- | ------------------------------ | --------------- | -------- |
| 1996 | Granne Musiker      | De löjliga preciöserna Molière | Thommy Berggren | Dramaten |
| 1996 | Student Stjärngosse | Fint folk Kent Andersson       | Thommy Berggren | Dramaten |